# Стоян Темянов
Стоян Христов Темянов е български революционер, деец на Вътрешната македоно-одринска революционна организация.

## Биография
Роден е в охридското българско село Велмей, тогава в Османската империя. Влиза във ВМОРО. Участва в Илинденско-Преображенското въстание през лятото на 1903 година. Сътрудничи с ръководителите Гюрчин Наумов и Петър Чаулев. Участва в битката при Сошани. След установяването на комунистическата власт в Югославия, по Закона за илинденските пенсии от 1946 година подава молба за илинденска пенсия.